# Distrito electoral local 16 de Hidalgo
El distrito electoral local 16 de Hidalgo es uno de los dieciocho distritos electorales Locales del estado de Hidalgo para la elección de diputados locales. Su cabecera es la ciudad de Tizayuca.

## Historia

### Tizayuca como cabecera distrital

Tizayuca sede del Consejo distrital.

De 1869 a 1996 Tizayuca no fue cabecera distrital. Para el periodo de 1996 a 2016 con dieciocho distritos existentes Tizayuca fue el XII Distrito.
El 3 de septiembre de 2015 el Consejo General del Instituto Nacional Electoral (INE) aprobó los distritos electorales uninominales locales y sus respectivas cabeceras distritales de Hidalgo, que entraron en vigor para las elecciones estatales de Hidalgo en 2016. En el año 2023, se aprobó una nueva demarcación territorial, quedando Tizayuca como cabecera distrital.

## Demarcación territorial
Este distrito está integrado por un total de un municipios, que son los siguientes:
- Tizayuca, integrado por 54 secciones electorales.

## Diputados por el distrito
- LXIII Legislatura
  - Ana Leticia Cuatepotzo Pérez, PRI (2016-2018).[9][10]
- LXIV Legislatura
  - Susana Araceli Ángeles Quezada, MORENA (2018-2020).[11][12]
  - Margarita Evelyn Leonel Cruz, MORENA (2018-2021).[13][14]
- LXV Legislatura
  - Juana Vanessa Escalante Arroyo, PT (2021-2024).[15]
  - María Fernanda Bautista Orozco, PT (2024).[16]